# Мендель-букинист
«Мендель-букинист» (нем. Buchmendel, 1929) — новелла австрийского писателя Стефана Цвейга.
Якоб Мендель был «допотопным книжным червём вымирающей породы», полностью отрешённый от окружающего мира - он допустил «умопомрачительную и трогательную оплошность» — не заметил начала Первой Мировой войны.

## Сюжет
Вена, 1920-е годы. Зайдя в кафе Глюк, рассказчик вспоминает, что до войны один из столиков всегда был занят бедным букинистом Якобом Менделем, обладавшим поразительной памятью: он знал всё о любом издании — название, место публикации, автора, цену, притом он никогда книг не читал, а запоминал только сведения с титульного листа, — это было его страстью, и он стал ходячей энциклопедией книг, к которому обращались за справкой многие библиофилы. Его приглашали в библиотеки и университеты, он мог бы стать состоятельным человеком, но никогда не брал больше двух крон за справку, а попытки дать ему плату за оценку расценивал как обиду. Хозяин кафе выделил ему столик, считая этого служителя книгам лучшей рекламой.
Погружённый в свои книги, Мендель не замечал ничего происходившего вокруг него, и ничто, кроме книг, его не интересовало. Он был так поглощён своим занятием, что даже начало Первой мировой войны, событие, которое им, вероятно, даже и не осознавалось, никак не повлияло на его жизнь.
Как-то он, по обыкновению, написал издателям в Париж и в Лондон две открытки, которые были перехвачены военной цензурой. Австрийская контрразведка, заинтересовавшись этой перепиской, арестовывает Менделя, и тут выясняется, что родившийся под Петриковым Царства Польского Российской империи, он, прибыв тридцать лет назад в Вену, не обратился за австрийским гражданством и всё ещё является русским подданным.
Как представителя вражеской страны, ведущего подозрительную переписку с её союзниками, его интернируют в концлагерь.
Только через два года, благодаря заступничеству библиофилов, среди которых были и высокопоставленные лица, его отпускают на свободу.
Но страдания, перенесенные в концлагере, не прошли бесследно : Мендель потерял свою потрясающую память и, следовательно, способность зарабатывать на жизнь. Спустя некоторое время, новый хозяин кафе, разбогатевший на спекуляциях мукой и маслом в военные годы, поймав Менделя на краже двух булочек, с позором выгоняет его из-за стола, который сделал имя этому кафе. Выбежавший без пальто на промозглую улицу  Якоб Мендель простывает, заболевает воспалением легких и вскоре умирает.
И только уборщица туалета кафе, задавленная тяжелым трудом, не умеющая читать и не прочитавшая на своем веку ни одной книги, сохранила единственное, что осталось от легендарной «ходячей энциклопедии книг» — оставленное им на столике редкое запрещённое издание:

второй том «Bibliotheca Germanorum erotica et curiosa» («Библиотека немецкой эротической и занимательной литературы») Гайна, хорошо известный каждому библиофилу справочник по галантной литературе — оказался последним заветом, переданным покойным магом и волшебником в натруженные, красные, неискушенные руки, никогда, вероятно, не державшие ни одной книги, кроме молитвенника.

## Об изданиях
Новелла впервые напечатана в венской газете «Neue Freie Presse» («Новая Свободная пресса»), тремя частями в номерах за 1-3 ноября 1929 года. В том же году в числе четырёх новелл вошла в сборник писателя «Малая хроника» изданный лейпцигским издательством «Insel Verlag».
На русский язык новелла переведена Полиной Бернштейн. В 1929 году Цвейг предлагал включить новеллу в выпускаемое в СССР издательством «Время» собрание сочинений, однако, издание уже было свёрстано, и новелла туда не вошла. Впервые на русском языке напечатана, по видимому, в 1936 году в сборнике «Новеллы» издательства «Гослитиздат».

## Критика
По замечанию Н. П. Михальской в этой новелле Стефан Цвейг показал свой вариант «маленького человека».
Герой новеллы дополнил сложившийся в литературе образ чудаковатого и эксцентричного библиофила. При этом «патриарх книжной торговли» С. Е. Поливановский, говоря о персонажах книжников-букинистов в литературе, отдельно выделил созданный Цвейгом образ букиниста.
Арнольд Бауэр метко назвал «тихую, глубокомысленную» историю «трагедией „неполитичности“».
Существует мнение, что в эта новелла 1929 года объясняет трагедию 1942 года — самоубийство писателя, уехавшего в Бразилию от сжёгшей его книги «коричневой чумы»:

Эта хорошо известная новелла, один из шедевров короткой прозы Цвейга, трактуется критиками по фабуле, без проникновения в её глубину. Между тем анализ новеллы может сказать об её авторе больше, чем принято думать. Цвейг сам представляется внеисторическим, одиноким и отчуждённым от реальности человеком.
Перед самоубийством он писал: «Всё кончено, Европа уничтожила себя, наш мир разрушен, и в возрасте 60 лет я сломлен и наполовину уничтожен, я больше не хочу существовать».

Он преувеличил силу нацизма, недооценил мощь мирового сопротивления Гитлеру, так как был оторван от действительности, как и описанный им Мендель-букинист.